# Pattinaggio di velocità in linea ai Giochi mondiali 2022 - 500 metri sprint maschile
La gara dei 500 metri sprint maschile di pattinaggio di velocità in linea ai Giochi mondiali 2022 si è svolta l'8 luglio 2025 a Birmingham.

## Risultati
| Rank | Atleta                           | Round       | Tempo  | Note   |
| ---- | -------------------------------- | ----------- | ------ | ------ |
| 1    | Anna Laethisia Schimek           | Finale      | 46.992 |        |
| –    | Geiny Carmela Pajaro Guzman      | Finale      | DSQ    |        |
| –    | Asja Varani                      | Finale      | DSQ    |        |
| –    | Ying-Chu Chen                    | Finale      | DSQ    |        |
| 5    | Nerea Langa Torres               | Semifinali  | 47.067 | +0.284 |
| 6    | Maria Jose Moya Sepulveda        | Semifinali  | 47.343 | +0.560 |
| 7    | Micaela Siri                     | Semifinali  | 47.412 | +0.290 |
| –    | Idalis Frezeida De Leon Palacios | Semifinali  | DSQ    |        |
| 9    | Mathilde Pedronno                | Preliminari | 46.640 | +0.016 |
| 10   | Solymar del Valle Vivas James    | Preliminari | 46.805 | +0.181 |
| 11   | Jazzmyn Elaina Foster            | Preliminari | 46.868 | +0.830 |
| 12   | Carolina Huerta Cardenas         | Preliminari | 47.312 | +1.284 |
| 13   | Varsha Sriramakrishna Puranik    | Preliminari | 46.990 | +0.366 |
| 14   | Karinne Tsz Ching Tam            | Preliminari | 49.324 | +3.135 |
| 15   | Adriana Cantillo Tundidor        | Preliminari | 52.368 | +6.330 |